# Tufit
Tufit – skała osadowa zbliżona do tufu, składająca się z materiału piroklastycznego ze znaczną domieszką materiału osadowego (m.in. piasku, iłu, szczątków organicznych, popiołów wulkanicznych), osadzonych zazwyczaj w środowisku wodnym.
Skała o strukturze drobnoziarnistej i przeważnie warstwowej.
W Polsce występuje w utworach trzeciorzędowych i paleozoicznych w Górach Świętokrzyskich, Karpatach i Sudetach.